# Здравко Кривокапич
Здравко Кривокапич (на сръбски: Здравко Кривокапић, Никшич, 1958) е черногорски професор по машиностроене в Университетите на Черна гора и Източно Сараево. Той е един от основателите на неправителствена организация, наречена „Не даваме Черна Гора“, организация, основана от черногорските професори и интелектуалци в подкрепа на Черногорско-Приморската митрополия след противоречивия закон за свободата на религията, насочен срещу митрополията и Сръбската православна църква.

## Биография
Той е роден през 1958 година. в Никшич, който по това време е част от СФР Югославия.
Завършва през 1981 г. в Машиностроителния факултет на Черногорския университет, катедра „Производствено инженерство“, като най-добрият студент от своето поколение. Записва се в следдипломна квалификация през 1983 г. в областта на производственото инженерство в Машинен факултет на Белградския университет. Защитава магистърската си дисертация на тема „Планиране и управление на инвентаризацията на резервните части“ през 1989 г. Докторат получава през 1993 г. във Факултета по машиностроене в Подгорица. Темата на дисертацията се нарича „Принос към автоматичното проектиране на технологичния процес на рязане с помощта на професионална система“.
Стаж е извършил в металургичния завод „Борис Кидрич“ в Никшич през 1982 г. През 1983 г. е избран за асистент-стажант в катедрата по производствено инженерство към Машиностроителния факултет в Подгорица. Избран е за асистент през 1994 г. Избран е за доцент в Университета на Черна гора през 1999 г. и за редовен професор през 2004 г., когато е избран по специалностите „Информатика и система за управление на качеството“.
Той е председател на Организационния комитет и член на програмния комитет на конференцията SQM и на Международната конференция на ICQME. Той е редактор на Международното списание за качествени изследвания, индексирано в базата данни SCOPUS, което се публикува от 2007 г. Член е на програмния съвет на четири списания и 13 международни конференции.
Като част от научните си изследвания той е публикувал повече от 250 доклада в международни списания, национални списания, международни конференции и вътрешни конференции. Автор е на 16 книги и учебници.

## Политическа кариера
Кривокапич беше част от антикорупционните протести през 2019 г. и протестите на закона за религията през 2020 година. Той реши да влезе в политическия живот на Черна гора в средата на 2020 г. в разгара на политическата криза в Черна гора и открития конфликт между Сръбската православна църква в Черна гора и правителството на Черна гора, водена от Демократическата партия на социалистите, след приемането на оспорения закон за статута на религиозните общности в Черна гора, подкрепящ църковни протести, съдебни спорове и правата на Сръбската православна църква (СПЦ). Избран е за първи президент на неправителствената организация „Няма да дадем Черна гора“, която е основана от черногорските професори и интелектуалци в подкрепа на Сръбската православна църква. За кратък период от време, организацията организира публични събития, в които Епископ Joanikije (Mićović) и ректорът на семинарията Цетине, Гойко Перович участвали.
На 1 август 2020 г. Демократическият фронт, Народното движение и Социалистическата народна партия се договориха да сформират предизборен опозиционен съюз, наречен „За бъдещето на Черна гора“, както и някои други десни извънпарламентарни структури. Кривокапич ще ръководи съвместната избирателна листа за парламентарните избори през август 2020 г.  В същия ден Кривокапич подаде оставка от поста изпълнителен директор на неправителствената организация „Няма да се откажем от Черна гора“, защото ще бъде начело на листата на опозицията. 